# Les Invincibles Frères Maciste
Pour plus de détails, voir Fiche technique et Distribution.
Les Invincibles Frères Maciste (Gli invincibili fratelli Maciste) est un péplum de fantasy italien réalisé par Roberto Mauri et sorti en 1964.

## Synopsis
Pendant la construction d'un temple que le prince Akim construit avec sa fiancée Jana et avec l'aide des frères Maciste, la méchante reine d'un royaume souterrain, Thaliade, fait enlever Jana. Les frères Maciste découvrent sa trace ; l'un informe Akim, l'autre est attaqué par des hommes-léopards et emmené dans le royaume où, malgré sa force, il est contraint par une potion à se soumettre à la volonté de Thaliade.
Akim arrive aux Enfers ; Thaliade promet la liberté de Jana et de tous les prisonniers si Akim l'épouse. Maciste I, qui est également arrivé entre-temps, tente de libérer son frère, mais il ne parvient à résister aux potions magiques de Thaliade que lorsque l'ancienne servante de cette dernière, Nicé, lui prête main-forte. Les deux frères vainquent les hommes-léopards et atteignent le temple où a lieu le mariage de Thaliade et Akim. Maciste I bouleverse la stabilité du royaume, Maciste II conduit les prisonniers à la liberté, Thaliade disparaît avec son royaume.

## Fiche technique
- Titre français : Les Invincibles Frères Maciste[1]
- Titre original italien : Gli invincibili fratelli Maciste[2],[3]
- Réalisateur : Roberto Mauri
- Scénario : Roberto Mauri, Edoardo Mulargia
- Photographie : Romolo Garroni (it)
- Montage : Enzo Alabiso
- Musique : Felice Di Stefano
- Effets spéciaux : Augusto Possanza
- Décors : Giuseppe Ranieri
- Production : Domenico Seymandi
- Société de production : IFESA
- Pays de production :  Italie
- Langue originale : italien
- Format : couleurs par Eastmancolor - 2,35:1 - Son mono - 35 mm
- Durée : 90 minutes
- Genre : péplum de fantasy
- Dates de sortie :
  - Italie : 18 décembre 1964
  - France : 17 novembre 1971

## Distribution
- Iloosh Khoshabe (sous le nom de « Richard Lloyd ») : Maciste I
- Mario Novelli (sous le nom de « Tony Freeman ») : Maciste II
- Claudie Lange : Thaliade
- Anthony Steffen : Akim
- Gia Sandri : Nicé
- Steve Lang : Thur
- Ruth von Hagen
- Ferruccio Viotti
- Noëlle Dumas
- Franco Visconti
- Ursula Davis : Jana